# Danilo Djuricic
Danilo Djuricic (Brampton, 20 febbraio 1999) è un cestista canadese.